# WING STARS
Wing Stars為中華職棒台鋼雄鷹與P. LEAGUE+臺南台鋼獵鷹的專屬啦啦隊，隸屬台鋼集團桂田文創，成立後前往韓國進行友好交流，成員包含兩位韓國高人氣啦啦隊的安芝儇、朴旻曙以及業餘或職業舞者、宣傳模特兒或展場主持人等組合而成。

## 簡史

### 2023：草創期
2023年7月25日，宣佈成立啦啦隊「Wing Stars」，公佈進行4階段的甄選。亦公開宣告若入選正式成員，將可獲得保障年薪至少50萬元（未含績效分紅、商業合作等）的正式合約，為全台首個公開有保障年薪的啦啦隊。另外由於台灣鋼鐵集團旗下除了台鋼雄鷹棒球隊之外，尚有台鋼獵鷹籃球隊和台鋼足球隊，因此Wing Stars為全台首個同時橫跨棒球、籃球及足球三個領域的啦啦隊。
8月18日，Wing Stars宣布邀請安芝儇來台為其專屬啦啦隊設計及指導整體培訓課程。
9月8日，公布入選第二階段的80人名單。
10月4日，安芝儇宣布確定加盟Wing Stars，成為該隊第一位正式成員。
10月17日，公布30位培訓成員，並在11月進入為期3周的全方位訓練課程。
11月6日，Wing Stars啦啦隊選拔正式開訓。

### 成員名單揭曉、正式成軍
2023年12月9日，正式宣布，歷經三個多月的一連串培訓以及篩選，最後成員名單，總計有13位成員通過最終選拔成為台鋼雄鷹啦啦隊的一員，
2024年1月15日，舉辦「Wing Stars啦啦隊」亮相記者會，並正式宣布「清純精靈」朴旻曙（Mingo）加入啦啦隊。
2024年3月，宣佈聘請藝人孫協志擔任策略長。
2024年4月27日，參與美國職棒大聯盟西雅圖水手隊年度台灣日，由美國Rocks Baseball和西雅圖台灣青商會共同主辦，在T-Mobile球場盛大舉行。由Wing Stars一粒、螢螢、林浠、瑈瑈、昆昆、妡0及恬魚開場表演展現活力與魅力，將現場氣氛推向了高潮。

### 第二屆Wing stars徵選
2024年6月10日，台鋼集團桂田文創Wing Stars啦啦隊，宣布舉辦2024 Becoming Wing Stars啦啦隊徵選，第一階共選出65位進入決賽。
2024年7月27、28日在台鋼科技大學舉行，於新秀複賽中，除自我介紹外，還須完成歌唱、舞蹈演出及自編的應援歌曲舞蹈，一對一把握最精華的十分鐘，向評審團展現自我，爭取專屬培訓機會，最終21位女孩入選專屬培訓。
2024年8月12日，為期三週的專屬培訓正式展開，延續首屆培訓風格，由應援總監安芝儇和表演總監朴旻曙 (Mingo) 擔任指導教練；曾訓練過MAMAMOO、MOMOLAND以及少女時代的Tiffany等韓國知名藝人的韓國專業講師團隊，進行舞蹈、歌唱、化妝及髮型等現場指導；Wing Stars現役成員，參與培訓教學系統，與新秀們分享實際的應援經驗。
2024年9月28日在駁二藝術特區倉庫進行最終的總決賽，而從16位入選者當中分別以個人才藝、分組舞蹈、髮妝造型做為評比項目，最後甄選出7位成員，而後續也將會安排一系列的培訓課程給獲選成員

### 2025：成軍週年
2025年1月11日於高雄Backstage live後台舉辦《Dare to Dream》成軍週年粉絲見面會。Wing Stars 4名練習生毛毛、芃芃、玖玖、米亞在此活動公布轉為正式成員，加上二期生7名成員加入。因為人數擴編於今年新增兩名副隊長職位，由瑈瑈與芃芃擔任該職位。

## 成員

### 管理團隊
| 年份 | 職稱   | 藝名本名英文     | 出生年月日 | 來源   |
| 2024 | 策略長 | 孫協志Tony Sun   | 1978/02/20 | [ 23 ] |
| 2024 | 隊長   | 螢螢蔡佩螢Joanna | 1997/05/22 |        |
| 2025 | 司儀MC | 沐妍鄒沐妍Moon   | 1982/04/09 | [ 24 ] |
| 2025 | 副隊長 | 瑈瑈黃羽瑈Rou    | 2000/11/12 |        |
| 2025 | 副隊長 | 芃芃簡妏錡Peng   | 1997/03/30 |        |

### 現役成員
| 入隊年份 | 藝名本名英文        | 出生年月日 | 專屬背號 | 備註 |
| 2023     | 安芝儇안지현Jihyuan | 1997/10/03 | 2        | 應援總監。2019年－2022年曾為樂天巨人啦啦隊成員2017年－2018年曾為耐克森英雄啦啦隊成員。目前同步為SSG登陸者啦啦隊成員。 |
| 2023     | 朴旻曙박민서Mingo   | 2000/12/28 | 90       | 表演總監。2021年－2023年曾為培證英雄啦啦隊成員。                                                                      |
| 2023     | 螢螢蔡佩螢Joanna    | 1997/05/22 | 62       | Wing Stars現任隊長。2026年世界棒球經典賽資格賽啦啦隊CT AMAZE成員。                                                    |
| 2023     | 林浠蔡沛穎LinHsi    | 1996/04/16 | 33       | 2024年世界棒球12強賽啦啦隊CT AMAZE成員。2026年世界棒球經典賽資格賽啦啦隊CT AMAZE成員。                                |
| 2023     | 圈圈李宜軒Eileen    | 1998/09/08 | 00       | |
| 2023     | 恬魚林恬妤          | 2005/09/05 | 5        | |
| 2023     | 昆昆吳俞君          | 2004/01/07 | 7        | |
| 2023     | 李樂李姮樂Luna      | 2003/07/31 | 10       | |
| 2023     | JC莊佳熒Jiayin      | 2000/09/10 | 16       | |
| 2023     | 黃澄澄黃子宸        | 2005/02/11 | 18       | 堂姊為統一獅啦啦隊Uni Girls成員柔一。                                                                                 |
| 2023     | 妡0方妡蔆           | 2003/11/05 | 19       | 2024年世界棒球12強賽啦啦隊CT AMAZE成員。2026年世界棒球經典賽資格賽啦啦隊CT AMAZE成員。                                |
| 2023     | 艾琳張庭宜Irene     | 2002/06/30 | 20       | |
| 2023     | 一粒趙宜莉ILI       | 1999/04/22 | 22       | 2026年世界棒球經典賽資格賽啦啦隊CT AMAZE成員。                                                                        |
| 2023     | 瑈瑈黃羽瑈Rou       | 2000/11/12 | 23       | 2025年起擔任副隊長。                                                                                                  |
| 2023     | 筱雯陳筱雯Melody    | 1999/05/22 | 52       | |
| 2025     | 毛毛毛凱薇Momo      | 1996/03/09 | 39       | 原為練習生，於2025年轉正式成員。                                                                                      |
| 2025     | 芃芃簡妏錡Peng      | 1997/03/30 | 57       | 原為練習生，於2025年轉正式成員。2025年起擔任副隊長。                                                                  |
| 2025     | 玖玖林芊妤Bubu      | 1995/10/04 | 99       | 原為練習生，於2025年轉正式成員。                                                                                      |
| 2025     | 米亞王文伶Mia       | 1998/11/17 | 8        | 原為練習生，於2025年轉正式成員。                                                                                      |
| 2025     | 米妮呂米妮          | 2003/01/03 | 3        | |
| 2025     | 尼莫黃可欣Nemo      | 1999/12/10 | 6        | |
| 2025     | 千千潘怡千Chien     | 2000/09/15 | 15       | |
| 2025     | ET陳怡婷            | 1999/07/31 | 17       | 2022年－2024年曾為高雄鋼鐵人專屬啦啦隊鋼鐵女神雅典娜成員。                                                            |
| 2025     | 會晴張惠晴          | 1997/01/30 | 66       | |
| 2025     | 芋頭黃鈺婷Taro      | 2001/01/20 | 75       | |
| 2025     | Nina陳俞蓁          | 2002/05/22 | 84       | |

### 離隊成員
| 年分 | 藝名本名英文 | 出生年月日 | 專屬背號 | 身高 | 備註 | 來源 |

### 歷任隊長與副隊長[27]
| 年分 | 隊長   | 副隊長    | 備註/來源        |
| 2023 | 不適用 | 不適用    | 培訓期間無此設置 |
| 2024 | 螢螢   | 不適用    |                  |
| 2025 | 螢螢   | 瑈瑈 芃芃 |                  |

## 外部連結
- WING STARS的Facebook專頁
- WING STARS的Instagram帳戶
- YouTube上的WING STARS頻道